# Statue de l'Europe Unity in Peace

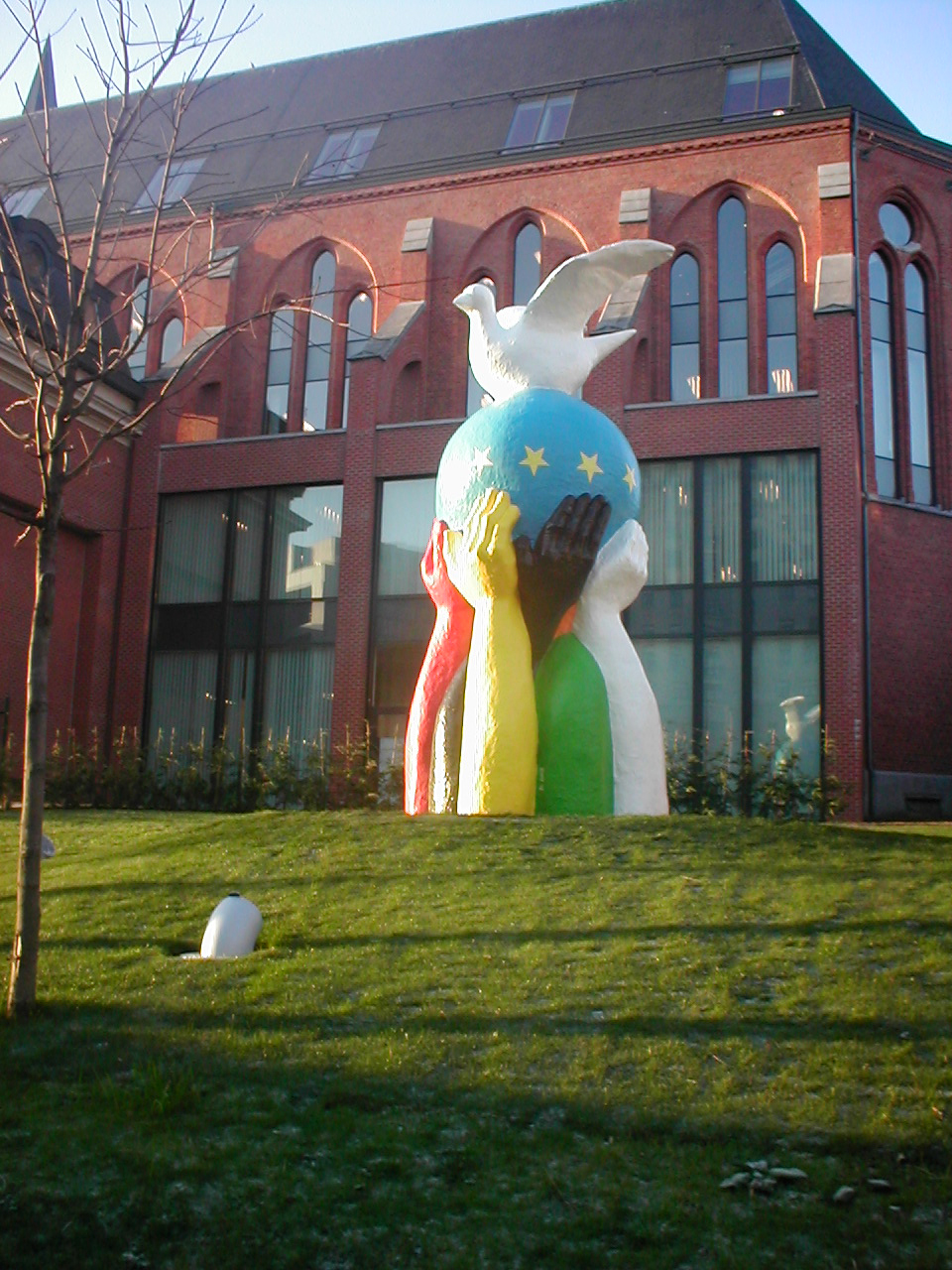
L'Unité dans la paix (2003), Bruxelles, jardin Van Maerlant. En arrière-plan, le.

La statue de l'Europe Unity in Peace (litt. « l'unité dans la paix ») est une statue monumentale en résine réalisée par Bernard Romain, et inaugurée par la Commission européenne en 2003 dans le quartier européen de Bruxelles. 

## Historique
Le 9 décembre 2003, Neil Kinnock, vice-président de la Commission, et Viviane Reding, commissaire à la Culture, ont inauguré la statue de l'Europe Unity in Peace en présence de son auteur, l'artiste français Bernard Romain.
Son élaboration même est un symbole ; conçue sous la direction de l'artiste par des enfants atteints de déficience visuelle, Bernard Romain a voulu démontrer que le handicap ne devrait pas être un facteur d'exclusion. La statue est en effet réalisée pour l'Année européenne des personnes handicapées (en).

## Localisation
La statue est installée dans le square Van Maerlant, à l'angle de la rue Van Maerlant et de la chaussée d'Etterbeek, au cœur du quartier européen de Bruxelles.

## Description
Cette statue monumentale illustre la devise européenne « In varietate concordia » (« Unité dans la diversité »). Dans sa partie inférieure, des bras étroitement entrelacés, de couleurs différentes, symbolisent les drapeaux des États membres, ainsi que les hommes de tous les horizons. Dans une union fraternelle, ils portent un globe aux couleurs du drapeau européen, bleu avec douze étoiles d'or sur son équateur. L'ensemble est surmonté d'une colombe de la paix.
L'œuvre, en résine polyester, mesure plus de 5 mètres et pèse près de 800 kg.